# Yannick Linnemann
Yannick Linnemann (* 26. August 2004) ist ein deutscher Fußballspieler.

## Karriere
Nach seinen Anfängen in der Jugend der SG 48 Schönfels wechselte er im Sommer 2017 in die Jugendabteilung des FSV Zwickau. Dort durchlief er alle Jugendmannschaften und kam dort auch zu seinem ersten Einsatz im Profibereich in der 3. Liga, als er am 19. März 2023, dem 28. Spieltag, bei der 0:4-Auswärtsniederlage gegen Borussia Dortmund II in der 88. Spielminute für Mike Könnecke eingewechselt wurde. Im Mai 2023 erhielt er bei seinem Verein seinen ersten Profivertrag.